# Mariusz Gałaj
Mariusz Gałaj (ur. 19 listopada 1968) – były polski piłkarz, grający na pozycji pomocnika.
Wychowanek Neru Poddębice, zaliczył m.in. 40 występów w polskiej ekstraklasie w barwach ŁKS-u Łódź.